# Метаморфосис (Аттика)
Метамо́рфосис (греч. Μεταμόρφωσις ή Μεταμόρφωση) — город в Греции, северный пригород Афин. Расположен на высоте 170 метров над уровнем моря, на Афинской равнине, в 10 километрах к северо-востоку от центра Афин. Административный центр одноимённой общины в периферийной единице Северные Афины в периферии Аттика. Население — 29 891 житель по переписи 2011 года. Площадь — 5,502 квадратного километра. Плотность — 5432,75 человека на квадратный километр. Димархом на местных выборах 2014 года избран Милтиадис Карпетас (Μιλτιάδης Καρπέτας).
Город назывался Кукуваунес (Κουκουβάουνες) до 1957 года (ΦΕΚ 11Α). Сообщество Кукуваунес создано в 1933 году (ΦΕΚ 109Α), в 1972 году (ΦΕΚ 88Α) создана община Метаморфосис. Название город получил от церкви Преображения Господня. 
Город пересекает автострада 1 Пирей — Афины — Салоники — Эвзони, часть европейского маршрута E75 и автострада 6 «Атики-Одос», часть европейского маршрута E94.
В 2010 году в городе была открыта железнодорожная станция «Метаморфосис» на линии Аэродром Афин — Патры.
На месте города находился древний дем Сипалетт, относившийся к Кекроповой филе.

## Население
| Год  | Население, человек |
| ---- | ------------------ |
| 1920 | 972                |
| 1928 | 1204               |
| 1940 | 2039               |
| 1951 | 2807               |
| 1961 | 7952               |
| 1971 | 16 880             |
| 1981 | 17 840             |
| 1991 | 21 411             |
| 2001 | 27 522             |
| 2011 | ↗ 29 891           |